# Хинт, Йоханнес Александрович
Йоханнес Александрович Хинт (эст. Johannes Hint, полное имя: Йоханнес Рудольф Хинт; 20 сентября 1914, Kuusnõmme — 5 сентября 1985, Таллин) — эстонский советский изобретатель, учёный, доктор технических наук (1963 г), инженер-технолог. Заслуженный деятель науки и техники Эстонской ССР (1964).
Стоял во главе создания в 1974 году успешного и полностью хозрасчётного предприятия в Советском Союзе «Дезинтегратор» («AS Desintegraator»).
Главное научное изобретение Йоханнеса Хинта — строительный материал силикальцит (лапрекс) на основе песка и извести, получаемый обработкой исходных материалов в дезинтеграторе. Это и несколько десятков других изобретений Хинта реализованы и используются в Германии, Чехии, Австрии, Польше, Финляндии, Японии, Эстонии и России.
Й. Хинт является автором и соавтором 2 монографий, более 200 научных публикаций, 62 изобретений СССР и 28 иностранных патентов.
Вошёл в составленный в 1999 году по результатам письменного и онлайн-голосования список 100 великих деятелей Эстонии XX века.

## Биография
Йоханнес Хинт родился в рыбацкой деревне Кууснымме на западе острова Сааремаа. Его отец, Александр Хинт, был моряком и членом правительства первой Эстонской Республики (1918—1940 гг.). Мать, Маре Хинт, была домохозяйкой. У него было 2 брата и сестра: брат Ааду Хинт (Адольф Эдмунд Хинт) был известным писателем. Константин Хинт был учёным и сотрудничал в Таллинском техническом университете. Сестра Аманда Хинт была педагогом. В 1933 году Йоханнес Хинт окончил Сааремааскую гимназию. В 1934 получил степень бакалавра по математике в Тартуском университете и продолжил учёбу в технологическом отделе университета по специальности строительная техника. В 1941 году окончил Таллинский политехнический институт по специальности инженер-строитель.
Йоханнес Хинт был членом Коммунистической партии Эстонии в течение 1941—1943 гг. Вступить в партию его убедил брат Ааду, который позже стал народным писателем ЭССР.
С началом войны с Германией Й. Хинт руководил эвакуацией эстонской промышленности и с оккупацией Эстонии нацистами был оставлен на подпольную работу. В 1943 году он был арестован, приговорён к смерти и помещён в концентрационный лагерь в Эстонии. Й. Хинту удалось с помощью друзей бежать в Хельсинки, переплыв ночью на маленькой лодке Финский залив. Он планировал далее перебраться в нейтральную Швецию, так как Финляндия была союзником нацистской Германии, но был арестован в Хельсинки и помещён в лагерь для военнопленных.
Через два года он вернулся в советскую Эстонию и начал работать главным инженером на кирпичном заводе в Таллине, совмещая эту работу с работой младшего научного сотрудника в Институте строительства и архитектуры.
В 1961—1966 был создателем и директором Технологического института силикальцита и в 1974—1981 создателем и с 1978 г — директором SKTB «Desintegraator» (СКТБ «Дезинтегратор»). СКТБ «Дезинтегратор» с австрийской фирмой «Simmering-Graz-Paucker» в 1977 году совместно основали международную компанию «Dessim», которая была первым и, возможно, единственным примером плодотворного делового сотрудничества между научно-промышленной организацией СССР и западной фирмой.

### Научная деятельность
С 1948 г. Йоханнес Хинт в течение многих лет экспериментировал с ударными роторными мельницами, в ходе чего доказал, что за счёт тонкого измельчения и механической активации компонентов силикатных строительных смесей в дезинтеграторе изделия после автоклавной обработки приобретают повышенную прочность (достижимую в традиционных шаровых и вибро-мельницах только при значительно больших затратах средств, энергии, металла и времени). Силикальцитные заводы по разработанной Й. Хинтом с сотрудниками технологии были построены сначала в Эстонии, а затем и в других регионах СССР (всего построено порядка 40 заводов), а также в Японии и Италии (по проданной им лицензии).
Хинт создал ведущую в 1960-80 гг. в мире научно-практическую школу механоактивации и механохимии, внедрил несколько десятков уникальных дезинтеграторных технологий (в том числе и для ВПК СССР), построил десятки заводов и технологических линий, заработал советскому государству миллионы долларов США (без дотаций и поддержки со стороны государства).
СКТБ «Desintegraator» не только концентрировало внимание на строительных материалах, но также изготовляло и поставляло универсальные дезинтеграторы-активаторы (УДА) и УДА-технологии в десятки различных областей промышленности и сельского хозяйства (производство тампонажных материалов и буровых растворов, чёрная и цветная металлургия, химическая, нефтехимическая и микробиологическая промышленности, приготовление тонкодисперсных наполнителей, удобрений, комбикормов и протеинового концентрата, переработка отходов и т. д.). В 1978—1981 СКТБ «Дезинтегратор» разрабатывало и выпускало также биологические препараты (на основе изобретений Урмаса Алтмери и выращенной им микробиологической культуры). Два биологических препарата, АU-8 (для внутреннего применения как средство, поддерживающее иммунную систему человека) и I-1 (для наружного применения, способствующее быстрому заживлению ран и ожогов), были очень популярны в СССР и продавались по контрактам (ежегодно на суммы в миллионы долларов США) в Австрию и Германию.

### Брак и семья
В 1938 году Йоханнес Хинт встретил Хэлю, они оба были студентами университета. Йоханнес решил проводить Хэлю домой после студенческой вечеринки, а так как небо было покрыто звездами в ту ночь, Йоханнес начал беседу о звездах и астрологии, которой он интересовался. Они поженились в 1939 году, в их браке родилось трое детей — Анне, Рейно и Пилле.

### Уголовное преследование и смерть
13 ноября 1981 года Йоханнес Хинт был арестован. Следователем по его делу был Тельман Гдлян. В результате крайне политизированного судебного дела в 1983 году Хинт был признан виновным во взяточничестве, хищении в особо крупных размерах, контрабанде и мошенничестве и приговорён к 15 годам лишения свободы. Также сыграло роль и то, что при обыске у Хинта был найден написанный им трактат с критикой коммунистического режима. Решением суда полученные Хинтом за изобретение силикальцита Ленинская премия (1962 г.), премия ЭССР (1949 г.) и учёная степень доктора технических наук (1963 г.) были аннулированы, всё его имущество: построенный им (из силикальцита) небольшой дом в Меривялья, пригороде Таллина, и автомобиль ВАЗ 2101 — было конфисковано.

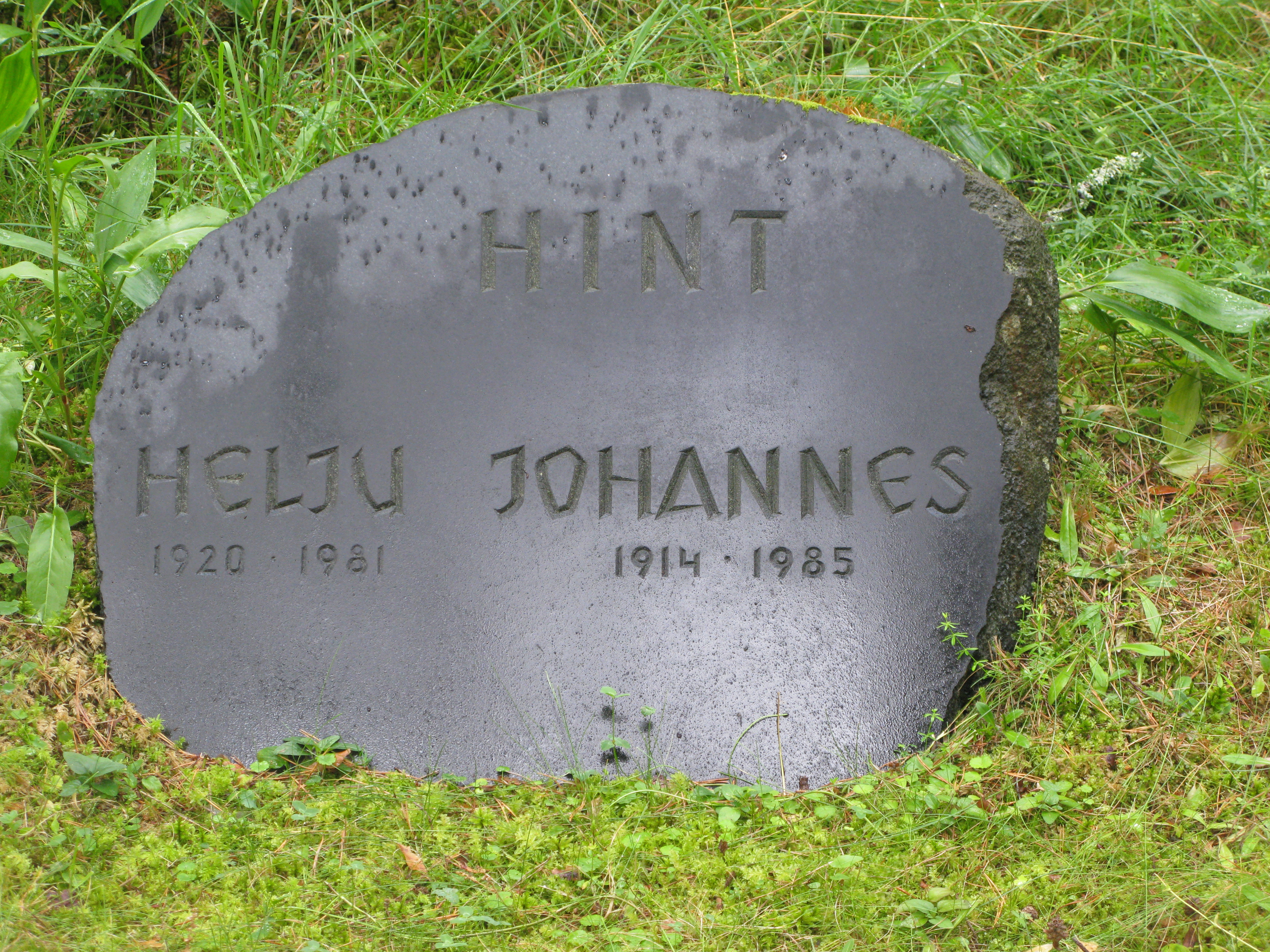
Могила Йоханнеса Хинта и его жены. 2010 г.

Хинт умер 5 сентября 1985 года в больнице таллинской Батарейной тюрьмы и был похоронен на кладбище Метсакальмисту в Таллине.
Верховный суд СССР 25 апреля 1989 года полностью реабилитировал Йоханнеса Хинта посмертно. Учёные степени, звания и награды были восстановлены и некоторое конфискованное имущество было возвращено.

### Библография
- Хинт И. Мысли о силикальците. — Таллин: Бюро технической информации СНХ ЭССР, 1963. — 29 с.

#### Книги
- Оскар Иеремеевич Курганов. Тайна песчинки. — М.: Детская литература, 1965. — 140 с.
- Оскар Иеремеевич Курганов. Сердца и камни. — М.: Советский писатель, 1971. — 232 с.
- Оскар Иеремеевич Курганов. Дело Хинта; Ночь у Сталина; Навстречу гибели. — М.: Советский писатель, 1992. — 652 с.

#### Статьи
- Вал. Рушкис. И вот бой выигран... // Литературная газета. — 17.11.1962.
- Вал. Рушкис. Двести тысяч "особых мнений" // Литературная газета. — 19.01.1963.
- Вал. Рушкис. На уровне истины // Литературная газета. — 18.12.1965.
- Оскар Курганов. Дорога за горизонтом // Экономическая газета. — 24.11.1962. — № 48 (69).
- Оскар Курганов. Камни на совести // Литературная газета. — 30.07.1975. — № 31.
- Ф. Юрин. По всей строгости закона // Медицинская газета. — 24.03.1984.
- В. Халин. Под крылом покровителей // Правда. — 24.04.1984.
- В. Халин. Время прояснить истину // Правда. — 30.06.1984.
- Сийм Каллас. Сопротивление материала // Рахва Хяэль. — май 1988. — № от 11, 13, 14, 15, 17, 19, 20, 21, 22, 24 мая.
- Оскар Курганов. Огонь на себя // Огонёк. — октябрь 1988. — № 40.
- В. Халин. Перевёртыши // Правда. — 05.01.1989.
- Юри Рятсеп. Время прояснить истину (перевод Юрия Каттеля) // Vikerkaar ("Радуга"). — 1989. — № 3, 5. (адвокат Хинта Ю. Рятсеп рассказывает о «деле Хинта»)
- В Верховном суде СССР // Правда. — 07.05.1989. (постановление о полной реабилитации Й. Хинта (посмертно) и его осуждённых коллег)
- Кто как понимает гласность // Известия. — 24.05.1989. (коллектив СКТБ «Дезинтегратор» протестует против избрания Т. Х. Гдляна депутатом Съезда народных депутатов СССР)
- Александр Борщаговский. Разрушение // Труд. — 27.05.1989.
- И. Каплун. Вновь о деле Хинта // Литературная газета. — 01.11.1989. (на вопросы корреспондента «ЛГ» отвечает зам. председателя Верховного суда СССР Р. Г. Тихомирнов)
- Марк Матсов. Последнее слово Хинта // Дружба народов. — 1990. — № 3.
- Оскар Курганов. "Дело" и дело Иоханнеса Хинта // Известия. — 17.12.1994. — № 242.
- Оскар Курганов. "Солнце мёртвых" и коварство живых (сто первый раз о "деле Хинта") // Известия. — 22.07.1997.
- Ирик Имамутдинов. Сотрем в нанопорошок. «Эксперт» № 33 (386) /08 сен 2003.
- Копти В. «Все мы вышли из Хинта» // Postimees : газета. — Таллин, 27 апреля 2014.
- Рогов Е. Возрождение дезинтегратора Хинта // Изобретатель и рационализатор : журнал. — М., 2010. — № 9. — С. 6—7. — ISSN 0130-1802. Архивировано 26 июня 2015 года.